# باش‌باشی
باش‌باشی (به لاتین: Başbaşı) یک منطقهٔ مسکونی در جمهوری آذربایجان است که در شهرستان بابک واقع شده‌است.